# Václav Horák (politik)
Václav Horák (* 7. května 1961 Brno) je český politik, bývalý náměstek hejtmana Jihomoravského kraje a člen KDU-ČSL.

## Studium a první zaměstnání
Narodil v roce 1961 v Brně, kde také vystudoval střední školu. V roce 1984 absolvoval Vysokou školu zemědělskou, Fakultu provozně ekonomickou. Po roční vojenské službě začal pracovat jako mechanizátor a ekonom v Agrochemickém podniku v Brně, poté ve Zkušebně zemědělských, lesnických a potravinářských strojů v Brně.

## V komunální politice
V roce 1990 byl zvolen do Zastupitelstva města Šlapanice. V letech 1994–1998 byl členem rady a v letech 1998–2002 působil jako starosta města Šlapanice, od roku 2006 do roku 2014 byl členem Rady města Šlapanice. Je v předsednictvu Svazku obcí pro vodovody a kanalizace Šlapanicko, členem Finančního výboru Zastupitelstva města Šlapanice a Komise stavební a územního plánování Rady města Šlapanice.

## Působení v krajském zastupitelstvu
V listopadu 2004 byl Václav Horák zvolen do Zastupitelstva Jihomoravského kraje a v prosinci téhož roku náměstkem hejtmana Jihomoravského kraje zodpovědným za oblast životního prostředí. Krajským zastupitelem byl zvolen opět v roce 2008 a stal se předsedou Výboru pro životní prostředí a zemědělství Zastupitelstva JMK. V září 2010 byl zvolen náměstkem hejtmana Jihomoravského kraje zodpovědným za oblast dopravy . Tuto funkci vykonával do listopadu 2012, v krajských volbách na podzim téhož roku už nekandidoval.

## Funkce v KDU-ČSL
Od roku 1990 je členem KDU-ČSL, na konci roku 2015 zastává funkci předsedy okresního výboru na okrese Brno-venkov.